# Francisco Pérez de Saravia
Francisco Pérez de Saravia (señorío de Vizcaya, ca. 1710 - Yapeyú, gobernación del Río de la Plata, 13 de diciembre de 1774) era un hidalgo castellano que se transformara en Sudamérica en un rico comerciante porteño, además de ser un burócrata colonial español y un destacado militar de la gobernación rioplatense que actuó en la recuperación de Colonia de Sacramento en 1762, lo que le valió ser ascendido al grado de capitán de infantería. En el año 1768 fue uno de los que restauraron el abandonado fuerte San Antonio del Salto Chico en la orilla oriental del río Uruguay —aunque el 20 de noviembre de 1769 fuera trasladado a la orilla occidental— por lo que daría origen a las dos ciudades rioplatenses de Concordia y de Salto. Desde 1771 hasta su fallecimiento ocupó el cargo de primer teniente de gobernador de Yapeyú, el cual era dependiente de las Misiones Guaraníes, luego de la expulsión de los jesuitas de los dominios de la Corona hispánica. En este puesto lo sucedería el padre del futuro Libertador de América, el general argentino José de San Martín.

## Biografía

### Origen Familiar y primeros años
Francisco Pérez de Saravia habría nacido en el señorío de Vizcaya hacia 1710, perteneciendo a una familia noble castellana, y huérfano desde su infancia fue criado por el capitán José de Andonaegui.

Los territorios meridionales del Virreinato del Perú con sus corregimientos directos, los de Charcas y las gobernaciones autónomas de Chile, del Tucumán, del Paraguay y del Río de la Plata con su subordinado gobierno político y militar de Misiones con sede en Candelaria que estaba subdividido en sus tenencias de gobierno de Yapeyú, de San Miguel y de Santiago, además del otro subordinado gobierno político y militar de Montevideo, y desde 1767, con el nuevo subordinado gobierno rioplatense de las Islas Malvinas.

Este último cuando fuera a Sudamérica a ocupar el cargo de gobernador rioplatense, se llevaría consigo a Saravia quien tuviera unos treinta y cinco años de edad.

### Viaje a la Sudamérica española
Al llegar en 1745 a la ciudad de Buenos Aires, capital de la gobernación del Río de la Plata que dependía del entonces gran Virreinato del Perú, Saravia fue nombrado por el nuevo gobernador Andonaegui, como secretario particular de Gobierno y de la Capitanía General, cuyo puesto estuvo brevemente ocupado en el mismo año por Juan Bautista Bonelli, y el anterior a este desde 1743, por Diego de Alvarado quien ocupaba el lugar de su antecesor Matías de Goycuria.
En el año 1749 dejó el cargo burocrático y el 14 de noviembre entregó un archivo a Juan José Moreno quien hizo posteriormente un inventario al respecto. Al año siguiente retomaría el puesto pero volvería a dejarlo en 1751, y al poco tiempo Andonaegui elegía para el mismo a Miguel Pérez de la Mata (que lo ocuparía hasta 1755).

### Tratado de Permuta y Guerra Guaranítica
A los cinco años de residir en Buenos Aires, el 13 de enero de 1750 se firmó el tratado de Madrid o de Permuta entre los monarcas Fernando VI de España y Juan V de Portugal, en el cual se estipulaba que la Corona española se quedara con la Colonia del Sacramento que estaba ubicada en la Banda Oriental del Río de la Plata —fundada en 1680 por los portugueses en territorio litigado por ambas potencias, conquistada por los españoles al año siguiente y entregada por el tratado de Lisboa en 1701 pero en 1705, gracias a los tercios de santafecinos comandados por Juan de Lacoizqueta, fue nuevamente conquistada, aunque la tuvieran que devolver luego del tratado de Utrecht, dos años después, en 1715— a cambio de ceder al Reino de Portugal las reducciones jesuíticas de las Misiones Orientales que quedaban en la margen izquierda del río Uruguay.
Dicho tratado provocaba una controversia entre los guaraníes ya que en los territorios lusitanos se permitía la esclavización de los aborígenes mientras que en los territorios hispanos todos los indígenas pasaban a ser súbditos del monarca español, gozando así de su protección, por lo que no podían ser esclavizados.
Esta diferencia legal entre ambas Coronas con respecto a la población originaria, provocó la resistencia a cambiar de soberanía, lo que dio como consecuencia el estallido de la Guerra Guaranítica en 1752, y en la que destacó como líder el cacique guaraní Sepé Tiarayú que los capitaneaba, pero falleció poco antes de la decisiva batalla de Caibaté del 10 de febrero de 1756, en la cual participó el oficial de milicias Francisco Pérez de Saravia, y en la que murieron unos 1.511 aborígenes —incluido el propio cacique sucesor Nicolás Ñanguirú— y obtuvieron 154 prisioneros, aunque unos pocos centenares lograran huir.
Esta contienda enfrentó a los guaraníes contra los ejércitos de ambas potencias coloniales que defendían la imposición de las nuevas fronteras. El bando aliado, de unos 2.500 hombres de ambas naciones, incluido Saravia, sufrió solo 4 bajas —3 españoles y un portugués— y 30 heridos (10 españoles, entre los que se encontraba el propio gobernador José de Andonaegui, y 20 portugueses).
En el año precedente, en noviembre de 1755, había sido nombrado en la península el nuevo gobernador rioplatense Pedro de Cevallos, con orden expresa de apurar la demarcación de la nueva frontera establecida con el Virreinato del Brasil, pero llegaría tarde en noviembre del año siguiente a Buenos Aires al frente de una gran expedición militar, meses después de que los indígenas hayan sido derrotados.
Al poco tiempo Pérez de Saravia, acompañando a Cevallos, partió hacia las misiones jesuíticas, donde el gobernador se enteró de que los monjes estaban colaborando con el traslado y que injustamente a los indígena se les obligaba a cambiar de ubicación sin retribución alguna, por lo cual se instaló en San Borja, uno de los siete pueblos de las Misiones Orientales, y desde allí controló y organizó el traslado con mejores condiciones. Además, exigió a los portugueses la entrega inmediata de la Colonia de Sacramento que estipulaba el Tratado de Permuta, a lo que estos se negaron, y en consecuencia, no arrestó a los religiosos rebeldes ya que no entregaría los territorios a los lusitanos, convirtiéndose el gobernador Cevallos en el principal protector de los jesuitas en la región, cualidad que lo distanciaba con Saravia que era un convencido antijesuita.

### Internación comercial y recuperación de Colonia de Sacramento

La Colonia de Sacramento y las Misiones Orientales.

El 2 de noviembre de 1755, el conde-virrey peruano José Antonio Manso de Velasco transformó a la diputación creada por Andonaegui como cargo electivo debido a la petición que este le hizo al ministro Julián Arriaga el 30 de septiembre del mismo año, por lo cual Larrazábal debería abandonar el cargo, y ordenó que las elecciones se hicieran de forma inmediata, dictaminando que votaran quince vecinos de Buenos Aires y quince forasteros.
En 1756, el importante comerciante Francisco Pérez de Saravia, luego de años de figurar como destacado secretario de la Capitanía General y por sus méritos en la guerra antes citada al frente de milicias, sería elegido por mayoría de votos para ejercer como el primer juez «Diputado de Comercio».
El 7 de abril de 1756, los cuatro comerciantes más importantes de Buenos Aires: Pérez de Saravia, Antonio de Guzmán y Mendoza, Juan de Eguía y Juan Miguel de Esparza mandaron una carta de protesta al Consulado de Cádiz, debido a que el virrey había impuesto en 1753 un nuevo derecho a la ciudad del 3%, para los gastos de la armada de esos mares que desde sus opiniones esta era inexistente, y otro del 2%, para cubrir los gastos del Consulado de Lima, provocando que los deudores de la provincia de Charcas y de la Capitanía General de Chile demoraran los pagos, lo que traería como consecuencia que los barcos comerciales anclados en el puerto de Buenos Aires retardasen en zarpar y retornar.
Todo esto derivaba en la rivalidad existente entre los mercaderes limeños y los porteños, que tuvo su punto álgido a principios del siglo XVIII, siendo estos acusados por aquellos de contrabando con el extranjero, debido a su vecindad con la lusitana Colonia de Sacramento, sumado a que en 1749 el virrey hubiera impuesto una licencia para internar mercancías a Perú o Chile provenientes de las tres gobernaciones del sur: la de Río de la Plata, la de Paraguay y la de Tucumán. Además, complicando la situación el 24 de febrero de 1755, Arriaga había enviado una real orden dirigida al gobernador rioplatense argumentando la defensa de impedir la internación de mercaderías provenientes del Río de la Plata, para evitar con dicha prohibición que se filtrasen productos del contrabando.
Desde el 7 de agosto de 1759 Francisco Pérez de Saravia, con fray Cristóbal de Ayllón, se convirtió en albacea de los bienes en Buenos Aires del fallecido Juan Antonio de Alquizalete quien había sido escribano de la Hacienda Real, Minas y Registros, junto a su viuda Ana de Ramila y Domingo de Andicona. Posteriormente, con Domingo de Bozo, por escritura fechada el 4 de agosto de 1762 ante el escribano bonaerense José García Echaburu, ambos albaceas vendieron la casa del difunto al que le administraban sus pertenencias al licenciado Juan Manuel de Lavardén, el padre del futuro doctor Manuel José de Lavardén.
En el mismo año, con la entrada de España en la fase final de la Guerra de los Siete Años, que había comenzado en 1757, y habiendo firmado el Tratado de El Pardo del 12 de febrero de 1761, los reinos interrumpieron las conversaciones bilaterales y por orden del gobernador Pedro de Cevallos mandó a ocupar de nuevo la colonia lusitana valiéndose de Pérez de Saravia que, al lograr dicho objetivo el 29 de octubre de 1762, lo recompensó con el ascenso al grado de capitán de infantería. No obstante, la guerra terminó con la firma del Tratado de París del 10 de febrero de 1763, en el que se fijó el retorno de la disputada colonia a Portugal.
Por esta época, Saravia había comprado una estancia en Arrecifes al capitán Roque San Martín, llena de ganado, casa y corrales, además del paraje llamado «Cañada Bellaca», y luego, se los vendería a Juan Francisco de Aldao que a su vez el 16 de abril de 1765 daría un poder a su hermano, el doctor Antonio de Aldao quien fuera abogado de la Real Audiencia Pretorial de Buenos Aires, y vecino de la ciudad, para que tramitase la venta de la misma.

### Falsa acusación de contrabando y expulsión jesuítica
Al continuar en el cargo burocrático de «Diputado de Comercio» y por pertenecer al bando antijesuítico, el gobernador Cevallos lo acusó falsamente de contrabando en 1766, por lo cual lo apresó en Montevideo, pero sería liberado por falta de pruebas al asumir el nuevo gobernador rioplatense Francisco de Paula Bucarelli y Ursúa el 15 de agosto del corriente y al año siguiente, por las declaraciones a su favor de los ciudadanos Juan Conde, Pedro Jiménez y Roque de San Martín, lograría Saravia mantener su inocencia y su libertad.
En la península ibérica, luego del Motín de Esquilache en Madrid de marzo de este último año, por orden de Carlos III de España mediante la Pragmática Sanción del 27 de febrero de 1767, se expulsaba a los jesuitas del Imperio español por considerarlos instigadores de dicha revuelta. Cumpliendo la orden, al año siguiente, el gobernador Bucarelli comenzaría la campaña hacia las misiones con la orden de expulsión, y el 16 de junio de 1768, junto a Saravia y otros hombres llegaron al río Uruguay y restauraron el abandonado fuerte San Antonio del Salto Chico (que originaría a las actuales ciudades de Concordia y de Salto).
Por orden del gobernador Bucarelli que cumplía el real decreto, Saravia se encaminó especialmente a Concepción para apresar y desterrar al jesuita José Cardiel, y luego se dirigiría a Santa Ana, Loreto, San Ignacio Míní, Corpus y otros pueblos más, para hacer lo mismo.
Al cumplir dicho objetivo en julio del mismo año, los misioneros de otras órdenes religiosas como los dominicos —que administrarían Yapeyú, San Borja, San Nicolás, San Carlos, Mártires, San Ignacio Miní, Trinidad y Santa María de Fe— los franciscanos y los mercedarios, tomaron a su cargo los pueblos jesuíticos, y gracias a la autoridad conferida por el conde de Aranda dictó las ordenanzas del 23 de agosto del corriente, por el cual dividió el territorio general de las Misiones entre dos gobernadores interinos: al capitán Francisco Bruno de Zabala le asignó los diez pueblos de las Misiones del Uruguay, con sede en San Miguel —siendo estos las reducciones de Yapeyú, La Cruz, San Borja, Santo Tomé, San Nicolás, San Luis, San Lorenzo, San Juan y Santo Ángel Guardián de las Misiones— y al capitán Juan Francisco de la Riva Herrera, los otros veinte pueblos con centro en Candelaria.
Los restantes poblados como la reducción de Nuestra Señora de Belén —al este de la actual Concepción del Paraguay del departamento homónimo— y las reducciones de San Joaquín sobre el río Acaray y San Estanislao cerca del río Monday —actuales departamentos paraguayos de Caaguazú y de San Pedro, respectivamente— fueron anexados a la gobernación del Paraguay.

## Teniente de gobernador de Yapeyú

La tenencia de gobierno de Yapeyú, formada por los cuatro pueblos meridionales, y la ubicación de las restantes misiones jesuíticas guaraníes (con fronteras actuales).

El 27 de diciembre de 1769 el gobernador bonaerense Bucarelli le aceptó la renuncia a uno de los interinos de Misiones, De la Riva Herrera, y reorganizó la administración del territorio con el otro, Zabala, como gobernador general interino de Misiones con sede en Candelaria y con la jurisdicción sobre otros catorce pueblos: Apóstoles, Concepción, Corpus, Encarnación de Itapúa, Jesús de Tavarangué, Loreto, Mártires, San Carlos, San Ignacio Miní, San Javier, San José, Santa Ana, Santa María la Mayor y Trinidad.
Posteriormente Zabala sería confirmado en el cargo de gobernador militar subordinado, por real cédula del 25 de julio de 1771, y acatada por el nuevo gobernador bonaerense Juan José de Vértiz y Salcedo, quien en la misma fecha otorgara mayor independencia administrativa a los tres departamentos creados, colocándolos a cargo de tenientes de gobernador.
A Gaspar de la Plaza lo puso al mando del departamento de San Miguel con jurisdicción sobre las Misiones Orientales (excepto San Borja), a Joseph Birbost en el departamento de Santiago con cinco pueblos —del actual Paraguay— y al teniente de gobernador Francisco Pérez de Saravia en el departamento de Yapeyú, con los tres pueblos mesopotámicos —en la actual provincia de Corrientes— y San Francisco de Borja.
El gobernador militar subordinado y sus tenientes administraban los asuntos de guerra, justicia, policía y real hacienda, mientras que en lo eclesiástico solo ejercía el gobernador bonaerense, eligiendo al cura y su compañero para cada pueblo de una lista presentada por los obispos de Asunción o de Buenos Aires según la jurisdicción. En 1772 fue nombrado al escribano Juan Ángel de Lascano como administrador general de los pueblos de Misiones.

### Últimos tiempos y fallecimiento
Ejerciendo el cargo de teniente de gobernador antes citado falleció en la localidad de Yapeyú el 13 de diciembre de 1774 y sería suplantado en el cargo por el capitán Juan de San Martín, el padre de José Francisco quien fuera uno de los futuros Libertadores de América.

## Matrimonio y descendencia
El capitán Francisco Pérez de Saravia se había unido en matrimonio en Buenos Aires el 8 de septiembre de 1751 con la viuda Sabina Gregoria Josefa de Sorarte Andonaegui y Báez de Alpoin (n. Buenos Aires, 25 de octubre de 1713), abadesa de la Venerable Orden Tercera de Buenos Aires (V.O.T) desde 1744. Era hija del contador público vasco-español Diego de Sorarte Andonaegui (n. Deva de Guipúzcoa, ca. 1673), abad de la V.O.T desde 1740, y de su cónyuge rioplatense Juana María Báez de Alpoin (n. ib., 1678), casados el 3 de mayo de 1703, nieta paterna de Sebastián de Sorarte y de su esposa Ángela de Andonaegui y Andonaegui quien fuera la tía paterna del gobernador rioplatense José de Andonaegui, y nieta materna del capitán Juan Báez de Alpoin, alférez real y alcalde de Buenos Aires, y de su segunda esposa Sabina Jacinta de Lavayén y Tapia de Vargas, abadesa de la V.O.T de Buenos Aires desde 1728, además de bisnieta materna del general Amador Báez de Alpoin que había sido teniente de gobernador de Corrientes en 1636, 1640 y 1647, y de su mujer Ana Romero de Santa Cruz, y por lo tanto, Sabina era una tataranieta materna de los azorano-portugueses Amador Vaz de Alpoim y su cónyuge Margarita Cabral de Melo.
Sabina de Soroarte era viuda del liejense-neerlandés-argentino Adrián Pedro de Warnes van Reys y Geer de Maestrecht (Buenos Aires, 1700 - ib., 4 de enero de 1751) con quien se había casado en primeras nupcias el 24 de septiembre de 1732 y que concibieran a Juana Inés de Warnes Sorarte.
De la unión entre Francisco Pérez de Saravia y Sabina de Sorarte solo concibieron por lo menos un hijo documentado:
- Manuel Pérez de Saravia y Sorarte (n. ca. 1753) que se unió en matrimonio con Catalina Pérez (n. ca. 1770) —una nieta de vecinos fundadores de la ciudad de Montevideo— y padres de Petrona Pérez de Saravia y Pérez, matrimoniada con el diputado provincial Pantaleón Panelo de Melo que fue uno de los firmante del Estatuto Constitucional de Entre Ríos de 1822, y de María Vicenta Pérez de Saravia y Pérez, casada con su concuñado, el rico hacendado Julián Panelo de Melo[26] (n. Buenos Aires, 1780) quien fuera uno de los que financiaron a los Treinta y Tres Orientales en 1825[27] —ambos hermanos eran hijos del notario eclesiástico Estanislao Panelo y González Pastor y de su esposa Olegaria de Melo, y nietos paternos del rico comerciante sardo-piamontés Juan Antonio Panelo, teniente de gobernador general de Filipinas de 1762 a 1764, y de su esposa María Gregoria González Pastor— para la recuperación de la Provincia Oriental que se encontraba en poder del Imperio del Brasil.[28] Manuel era bisabuelo, entre otras personalidades argentinas, del capitán de navío Félix Dufourq Panelo que sería el fundador del primer «Puerto Militar de Bahía Blanca», posteriormente renombrado como Puerto Belgrano.